# Nicola Thost
Nicola Thost (3 maggio 1977) è un'ex snowboarder tedesca.

## Palmarès

### Olimpiadi
- Oro a Nagano 1998 nell'halfpipe.